# شرکت ملی توسعه مواد معدنی
شرکت ملی توسعه مواد معدنی (انگلیسی: National Mineral Development Corporation) شرکت دولتی معدن هندی است، که در سال ۱۹۵۸ تأسیس شد.